# Joan Matamala
Joan Matamala i Flotats (pron. catalana: /d͡ʒuˈan ˌma.təˈma.ɫə fɫuˈtats/; Gràcia, 1893 – Barcellona, 1977) è stato uno scultore spagnolo, figlio di Llorenç Matamala e nipote di Joan Flotats.

## Biografia
Conseguì gli studi presso la Scuola di Arti e Mestieri di Barcellona (in catalano: Escola d'Arts i Oficis de Barcelona; in castigliano: Escuela de Artes y Oficios de Barcelona) alla Llotja nel 1910. Apprendista nel laboratorio della Sagrada Família, alla morte di suo padre concluse la parte della facciata della Natività. Eccelso come ritrattista, svolse varie mostre personali dal 1920 a Barcellona, Gerona e Reus. Nel 1926, quando morì Gaudí, fu lui a segnarne la maschera mortuaria, realizzando poi un busto del celebre architetto. Coltivò anche un certo interesse per la pittura. Riunì e organizzò un importante archivio documentario e grafico sulla vita e l'opera di Gaudí, che cedette alla Real Cátedra Gaudí nel 1972. Fu anche autore di una Historia de la Sagrada Familia.